# Tricladida
Los tricládidos (Tricladida, del griego antiguo tri / τρι-, "tres", y klados / κλάδος, "rama") constituyen un orden de platelmintos turbelarios de vida libre. Se trata de un grupo muy bien conocido, pues se han realizado muchos estudios de regeneración y expresión génica. Los tricládidos han colonizado el medio marino (marícolas), el agua dulce (planáridos, Kenkiidae, Dendrocoelidae y Dugesiidae) y el medio terrestre (geoplánidos). También se encuentran en cuevas (Dimarcusidae). Se desconoce cuándo aparecieron debido a la ausencia de registro fósil.

## Descripción

Dibujo esquemático de una Dugesia en el que se representa el sistema nervioso (naranja) y el tracto digestivo (amarillo).

Los tricládidos se caracterizan por presentar un intestino trifurcado y unos ovarios situados anteriormente, cercanos al cerebro. Las especies de este grupo se alimentan a través de un tubo retráctil llamado faringe. Esta faringe se comunica con las tres ramas principales del intestino, una rama está situada en el eje medio de la parte anterior del organismo y las otras dos ramas se dirigen hacia atrás. La faringe también les sirve para la excreción.
Se han descrito cuatro características morfológicas que indican que los Tricladida son monofiléticos: presentan un desarrollo embrionario único, los ovarios situados cerca del cerebro, una disposición en serie de numerosos nefridioporos y presentan zonas adhesivas marginales.

## Regeneración
Los tricládidos se conocen desde hace siglos por su capacidad de regeneración. De hecho, constan entre los primeros animales en los que se estudió la regeneración. En 1774 Pallas fue el primero en darse cuenta de que un pequeño fragmento de cabeza de tricládido era capaz de regenerar el organismo entero. En 1814, Dalyell después de realizar experimentos con Polycelis nigra escribió que esta especie podía ser "casi considerada inmortal bajo la hoja de un cuchillo".
La capacidad de regeneración en los tricládidos proviene de unas células madre pluripotentes llamadas neoblastos, que pueden diferenciarse en cualquier otro tipo celular. Los tricládidos no son los únicos platelmintos de vida libre o planarias que son capaces de llevar a cabo la regeneración.

## Ecología
Los tricládidos de agua dulce adultos son muy frágiles y sensibles a los extremos de temperaturas y la desecación. Pasan todo el ciclo vital en entornos acuáticos.
Las planarias de agua dulce, en general, tienen poca capacidad de dispersión, se esparcen por su propia actividad a través de cuerpos de agua dulce contiguos.

## Filogenia y taxonomía

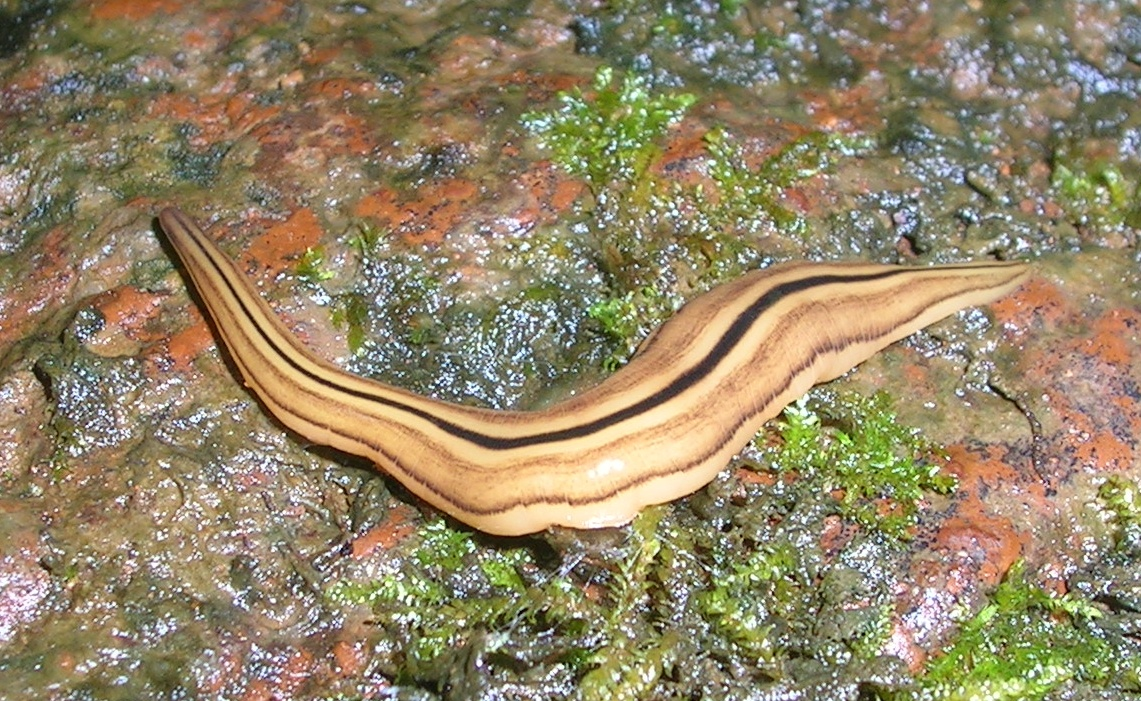
Una planaria terrestre, de la familia de los geoplánidos

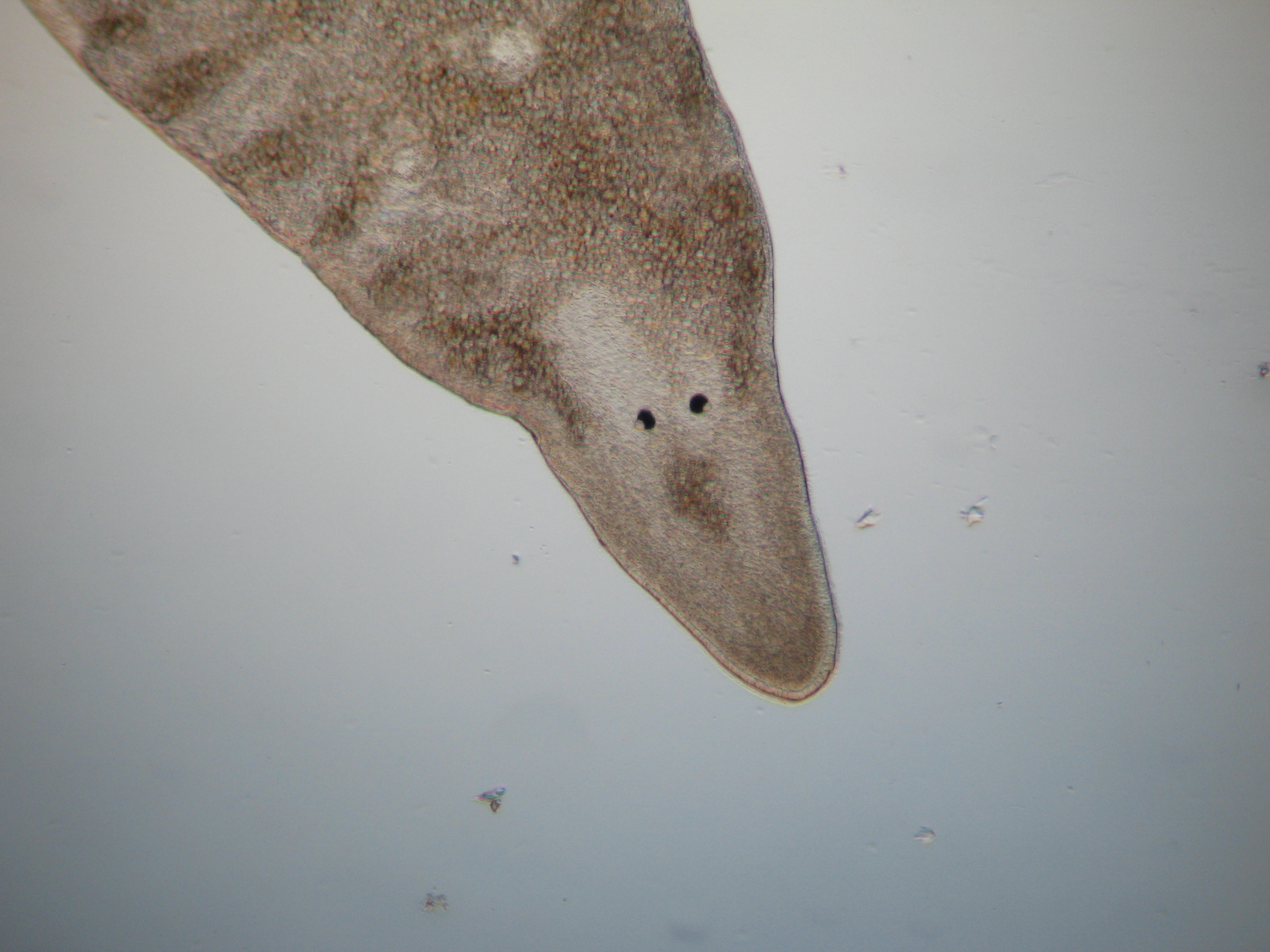
Sabussowia ronaldi, una marícola.

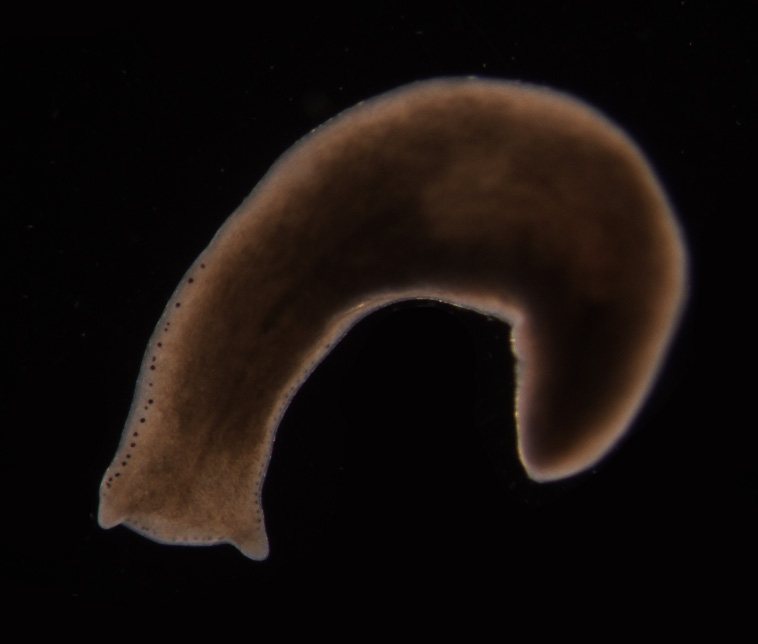
Polycelis felina, un planárido.

### Filogenia
Superarbol filogenético que incluye todos los grandes grupos conocidos de tricládidos, realizado basándose en diversos estudios publicados, Sluys y colaboradores (2009):
|  | Planariidae                                                  |
|  |                                                              |
|  | \| \| Kenkiidae \| \| \| \| \| \| Dendrocoelidae \| \| \| \| |
|  |                                                              |
|  | Kenkiidae                                                    |
|  |                                                              |
|  | Dendrocoelidae                                               |
|  |                                                              |

|  | Kenkiidae      |
|  |                |
|  | Dendrocoelidae |
|  |                |

|  | Dugesiidae  |
|  |             |
|  | Geoplanidae |
|  |             |

|  | Planariidae                                                  |
|  |                                                              |
|  | \| \| Kenkiidae \| \| \| \| \| \| Dendrocoelidae \| \| \| \| |
|  |                                                              |
|  | Kenkiidae                                                    |
|  |                                                              |
|  | Dendrocoelidae                                               |
|  |                                                              |

|  | Kenkiidae      |
|  |                |
|  | Dendrocoelidae |
|  |                |

|  | Dugesiidae  |
|  |             |
|  | Geoplanidae |
|  |             |

|  | Planariidae                                                  |
|  |                                                              |
|  | \| \| Kenkiidae \| \| \| \| \| \| Dendrocoelidae \| \| \| \| |
|  |                                                              |
|  | Kenkiidae                                                    |
|  |                                                              |
|  | Dendrocoelidae                                               |
|  |                                                              |

|  | Kenkiidae      |
|  |                |
|  | Dendrocoelidae |
|  |                |

|  | Dugesiidae  |
|  |             |
|  | Geoplanidae |
|  |             |

|  | Planariidae                                                  |
|  |                                                              |
|  | \| \| Kenkiidae \| \| \| \| \| \| Dendrocoelidae \| \| \| \| |
|  |                                                              |
|  | Kenkiidae                                                    |
|  |                                                              |
|  | Dendrocoelidae                                               |
|  |                                                              |

|  | Kenkiidae      |
|  |                |
|  | Dendrocoelidae |
|  |                |

|  | Dugesiidae  |
|  |             |
|  | Geoplanidae |
|  |             |

|  | Planariidae                                                  |
|  |                                                              |
|  | \| \| Kenkiidae \| \| \| \| \| \| Dendrocoelidae \| \| \| \| |
|  |                                                              |
|  | Kenkiidae                                                    |
|  |                                                              |
|  | Dendrocoelidae                                               |
|  |                                                              |

|  | Kenkiidae      |
|  |                |
|  | Dendrocoelidae |
|  |                |

|  | Dugesiidae  |
|  |             |
|  | Geoplanidae |
|  |             |

|  | Planariidae                                                  |
|  |                                                              |
|  | \| \| Kenkiidae \| \| \| \| \| \| Dendrocoelidae \| \| \| \| |
|  |                                                              |
|  | Kenkiidae                                                    |
|  |                                                              |
|  | Dendrocoelidae                                               |
|  |                                                              |

|  | Kenkiidae      |
|  |                |
|  | Dendrocoelidae |
|  |                |

|  | Dugesiidae  |
|  |             |
|  | Geoplanidae |
|  |             |

|  | Planariidae                                                  |
|  |                                                              |
|  | \| \| Kenkiidae \| \| \| \| \| \| Dendrocoelidae \| \| \| \| |
|  |                                                              |
|  | Kenkiidae                                                    |
|  |                                                              |
|  | Dendrocoelidae                                               |
|  |                                                              |

|  | Kenkiidae      |
|  |                |
|  | Dendrocoelidae |
|  |                |

|  | Dugesiidae  |
|  |             |
|  | Geoplanidae |
|  |             |

|  | Planariidae                                                  |
|  |                                                              |
|  | \| \| Kenkiidae \| \| \| \| \| \| Dendrocoelidae \| \| \| \| |
|  |                                                              |
|  | Kenkiidae                                                    |
|  |                                                              |
|  | Dendrocoelidae                                               |
|  |                                                              |

|  | Kenkiidae      |
|  |                |
|  | Dendrocoelidae |
|  |                |

|  | Dugesiidae  |
|  |             |
|  | Geoplanidae |
|  |             |

### Taxonomía
Clasificación taxonómica de los tricládidos según un estudio de Sluys y colaboradores del 2009:
- Orden Tricladida
  - Suborden Maricola
    - Superfamilia Cercyroidea
      - Familia Centrovarioplanidae
      - Familia Cercyridae
      - Familia Meixnerididae

    - Superfamilia Bdellouroidea
      - Familia Uteriporidae
      - Familia Bdellouridae

    - Superfamilia Procerodoidea
      - Familia Procerodidae

  - Suborden Cavernicola
    - Familia Dimarcusidae

  - Suborden Continenticola
    - Superfamilia Planarioidea
      - Familia Planariidae
      - Familia Dendrocoelidae
      - Familia Kenkiidae

    - Superfamilia Geoplanoidea
      - Familia Dugesiidae
      - Familia Geoplanidae